# Paradise (What About Us?)
Paradise (What About Us?) (с англ. — «Рай (Что же насчёт нас?)») — третий студийный мини-альбом нидерландской симфоник-метал-группы Within Temptation, в составе которого был выпущен одноимённый первый сингл из альбома Hydra, записанный совместно с финской вокалисткой Тарьей Турунен. EP также включает в себя видеоклип на эту песню и три демоверсии песен из того же альбома. Мини-альбом вышел 27 сентября 2013 года посредством цифровой дистрибуции (в Японии — также на CD, 23 октября) и получил положительные оценки критиков. Другой микс песни «Paradise (What About Us?)» был впоследствии включён в альбом The Brightest Void Тарьи Турунен.

## История
Идея видеоклипа пришла в мае, ответственной за стиль и костюмы стала Шарон ден Адель. 12 июля 2013 года группа выпустила первый тизер-трейлер готовящегося видео, однако не озвучила никаких названий. Название «Paradise (What About Us?)» было озвучено месяцем позже. Об участии Тарьи Турунен было официально объявлено 13 сентября. По словам Тарьи, её удивило, что Within Temptation подумали о ней, и она признательна за приглашение и возможность работать совместно. Адель так прокомментировала работу с Тарьей: «[мы] сразу же сошлись, не только творчески, но и личностно […] казалось абсолютно естественным, что мы можем сделать это вместе».
Во время записи песни группа не смогла определиться, как её лучше смикшировать, поэтому было приготовлено несколько версий на разных микшерах, из которых группа выбрала лучшую. Участники группы хотели добиться одновременно «нагнетающего, тяжёлого, объёмного и меланхоличного» звучания, убедившись, что ничего из песни не пропадает. По словам вокалистки Шарон ден Адель, изначальной идеей было вставить «танцевальный бит с рэпом в каждый куплет», но конечный результат не понравился группе, так как он был «слишком далёк от нашей зоны комфорта», и они в конечном итоге остановились на хорошо знакомой территории, превратив в композицию в «объёмную симфоническую песню с тяжёлыми гитарами».
По словам ден Адель, песня основана на речи отставного генерала Петера ван Ума, данной 4 мая 2013 года на Дне поминовения, в которой подчёркивалась важность мышления в рамках «нас», а не «себя» и «них».

## Список композиций
| №  | Название                                       | Длительность |
| -- | ---------------------------------------------- | ------------ |
| 1. | «Paradise (What About Us?)» (с участием Тарьи) | 5:21         |
| 2. | «Let Us Burn» (демоверсия)                     | 5:38         |
| 3. | «Silver Moonlight» (демоверсия)                | 5:14         |
| 4. | «Dog Days» (демоверсия)                        | 4:56         |

## Участники записи
Участники группы
- Шарон ден Адель — вокал;
- Роберт Вестерхольт — ритм-гитара, гроул;
- Мартейн Спиренбюрг — клавишные;
- Рюд Йоли — соло-гитара;
- Йерун ван Вен — бас-гитара;
- Стефан Хеллеблад — ритм-гитара;
- Майк Колен — ударные.

Приглашённые музыканты
- Турунен, Тарья — вокал в первой композиции.

## Критика
Симон Боуэр с сайта PlanetMosh дал мини-альбому оценку 10/10, отметив, что его материал является «умным „тизером“ того, что заготовлено для нового альбома, показывая демоверсии песен, которые предположительно появятся в законченном, отполированном состоянии в ближайшее время». Он заключил, что грядущий альбом «обещает быть самым авантюрным и разнообразным на текущий момент».
Оценив EP в 8/10, Риан Уэстбери из журнала Hit the Floor восхвалил заглавную композицию в целом и комбинацию голосов Турунен и ден Адель в частности, отметив, что их контраст «приносит песне что-то новое, делая её лучше, чем она бы звучала, будучи исполненной только вокалисткой группы». Он также отметил, что три демоверсии песен «такие же чистые и законченные, как и открывающий трек», похвалив их за качество и сказав: «не дайте себя обмануть использованием слова „демо“ — если бы не речь в начале и конце некоторых треков, вы бы никогда об этом и не узнали».
Британский сайт Bring the Noise также оставил положительный отзыв о мини-альбоме, оценив его в 9 из 10 и заключив: «Within Temptation всегда пытаются дать то, что от них ожидают; их стиль остаётся тем же, но это вовсе не плохо. Песням по-прежнему удаётся звучать достаточно ново, тексты, как всегда, пропитаны эмоциями, а группа остаётся одной из самых талантливых в жанре симфонического метала».
Британский журнал Rock'n'Reel дал оценку 4/5, отметив, что заглавная композиция «содержит всё, что нужно треку высшего качества Within Temptation», а две вокалистки исполнили «каждую часть в совершенстве». Экстремальный вокал в «Silver Moonlight» и припеве «Dog Days» был раскритикован, однако было отмечено, что в нём «есть потенциал для альбома», над которым стоит поработать.
Видеоклип попал на 8 место в списке 10 лучших рок-видео 2014 года по версии журнала Kerrang!.

## Чарты
| Чарт (2013)                         | Высшая позиция |
| ----------------------------------- | -------------- |
| Финляндия (Latauslista Download)    | 13             |
| Франция (SNEP)                      | 160            |
| Германия (GfK)                      | 81             |
| Japan (Oricon)                      | 135            |
| Netherlands (Single Top 100)        | 80             |
| Швейцария (Schweizer Hitparade)     | 64             |
| UK Rock (Official Charts Company)   | 6              |
| US Billboard 200                    | 196            |
| US Top Hard Rock Albums (Billboard) | 12             |